# Dialekty judeo-romańskie
Dialekty judeo-romańskie – dialekty lub języki, którymi posługują lub posługiwali się Żydzi wywodzący się z krajów romańskich - przede wszystkim Żydzi sefardyjscy wywodzący się z Półwyspu Iberyjskiego, ale także Żydzi włoscy i francuscy. Powstały one na bazie romańskiej z dodatkiem elementów hebrajskich i aramejskich. Najstarsze zabytki literatury w tych dialektach, zapisywane alfabetem hebrajskim pochodzą z XI wieku. 
Poza językiem ladino (judeohiszpańskim) dialekty judeo-romańskie są etnolektami wymarłymi lub na krawędzi wymarcia.
Najważniejsze języki judeo-romańskie to:
- ladino (judeohiszpański),
- judeowłoski,
- laaz,
- zafratit,
- szuadit,
- judeoportugalski,